# Sorghum controversum
Sorghum controversum är en gräsart som först beskrevs av Ernst Gottlieb von Steudel, och fick sitt nu gällande namn av Joseph Davenport Snowden. Sorghum controversum ingår i släktet durror, och familjen gräs. Inga underarter finns listade i Catalogue of Life.